# عادل عباس
عادل عباس (انگلیسی: Adel Abbas؛ زادهٔ ۲۴ اکتبر ۱۹۸۲) بازیکن فوتبال اهل بحرین بود.
از باشگاه‌هایی که در آن بازی کرده‌است می‌توان به باشگاه فوتبال منامه اشاره کرد.
وی همچنین در تیم ملی فوتبال بحرین بازی کرده‌است.